# Astragalus cyrtobasis
Astragalus cyrtobasis är en ärtväxtart som beskrevs av Pierre Edmond Boissier. Astragalus cyrtobasis ingår i släktet vedlar, och familjen ärtväxter. Inga underarter finns listade i Catalogue of Life.